# Euodynerus fouadi
Euodynerus fouadi är en stekelart som först beskrevs av Giordani Soika.  Euodynerus fouadi ingår i släktet kamgetingar, och familjen Eumenidae. Inga underarter finns listade i Catalogue of Life.